# Kościół Boży Dnia Siódmego
Kościół Boży Dnia Siódmego (ang. Church of God (Seventh Day)) – kościół chrześcijański opierający swe wierzenia wyłącznie na Piśmie Świętym, podkreślający znaczenie przestrzegania biblijnego dekalogu, w tym przykazania o świętości dnia sobotniego.

## Historia
Kościół Boży Dnia Siódmego jest wyznaniem wywodzącym się z dziewiętnastowiecznego przebudzenia adwentowego, które zrodziło się wśród amerykańskich chrześcijan oczekujących rychłego powtórnego przyjścia Chrystusa. Część zwolenników pastora Millera odrzuciła pogląd, jakoby niedziela była biblijnym dniem Pańskim i zaakceptowała (częściowo pod wpływem baptystów dnia siódmego) sobotę, co miało być wyrazem wierności wobec przykazań Bożych oraz nauki Jezusa Chrystusa. Grupa ta, choć rozwijała się oddzielnie od adwentystów zachowujących niedzielę, nie była zorganizowaną społecznością aż do lat 60. XIX wieku.
Już w latach 50. wywiązał się wewnętrzny spór między adwentowymi chrześcijanami zachowującymi szabat, który dotyczył uznania nadprzyrodzonych objawień Ellen G. White (stronnicy tych objawień zorganizowali w 1863 roku Kościół Adwentystów Dnia Siódmego). Historycy Kościoła Bożego Dnia Siódmego utrzymują, że zwolennicy prorokini, zakładając odrębny Kościół, oddzielili się od Kościoła Bożego, który jakkolwiek nie był jeszcze oficjalnie zorganizowany, stanowił jednak społeczność o określonych zasadach wiary, które nie wspominały o jakimkolwiek innym objawieniu Bożym, poza Biblią. Powołują się również na fakt, iż wyznawcy adwentu zachowujący szabat w latach 1845–1860, nie będąc w tym czasie zrzeszeni w żadnej organizacji kościelnej, posługiwali się nazwą Kościół Boży (ang. Church of God), a dla wielu z nich obce były nauki oparte na widzeniach Ellen G. White, które głosi Kościół Adwentystów Dnia Siódmego.
Pierwsze sprzeciwy wobec autorytetu tzw. widzeń Ellen G. White pojawiały się już w latach 50. XIX wieku. W 1858 roku Gilbert Cranmer ze stanu Michigan, oraz w 1860 roku grupa wiernych z Iowa, postanowili ostatecznie zerwać stosunki z tymi, którzy dopuszczali cokolwiek, poza Biblią, do rangi pism natchnionych. Podobne grupy, uznające siebie za wierne wobec poselstwa o powtórnym przyjściu Chrystusa i aktualności dekalogu, a jednocześnie odrzucające objawienia prorokini, konsolidowały się wokół ciała określanego jako Kościół Boży. W 1863 roku opublikowano pierwszy numer The Hope of Israel (Nadzieja Izraela), czasopisma obecnie noszącego tytuł: The Bible Advocate (Zwolennik Biblii), będącego oficjalnym organem Kościoła. Generalna Konferencja Kościoła Bożego powołana została w 1884 roku, a w 1923 roku postanowiono, aby do dotychczasowej nazwy (Kościół Boży) dołączyć frazę Dnia Siódmego, w celu jednoznacznej identyfikacji wspólnoty.

## Misja i wizja
Kościół Boży Dnia Siódmego uważa się za społeczność wierzących, która opiera swoje przekonania wyłącznie na nauce Biblii i jest zjednoczona w celu głoszenia ewangelii, nauczania oraz wzajemnego budowania się.
Wizja, którą przyjął Kościół Boży Dnia Siódmego, obejmuje 10 punktów, mających być podsumowaniem istoty, celu i środków charakteryzujących naukę i działalność tego wyznania w XXI wieku. Punkty te określają Kościół jako: „chrystocentryczny, ewangelikalny, zachowujący szabat, napełniony Duchem, oparty na Biblii, oddany w uwielbieniu, sumienny w służbie, agresywny w składaniu świadectwa, silny w społeczności oraz poświęcony wzrostowi duchowemu”.

## Nauczanie
Kościół Boży Dnia Siódmego naucza, że:
- Tylko Pismo Święte (39 ksiąg Starego Testamentu i 27 ksiąg Nowego Testamentu) stanowi autorytatywne źródło wiary i praktyki.
- Bóg Ojciec jest wszechmocnym Stworzycielem wszechświata, jego Królem i Sędzią.
- Jezus Chrystus jest wiecznym Synem Bożym oraz Zbawicielem i Panem dla tych wszystkich, którzy w Niego wierzą.
- Duch Święty jest obecnością Boga pośród wierzących. Udziela skruchy, prowadzi do nawrócenia, naucza prawdy, skłania do posłuszeństwa, przynosi owoce i upoważnia do składania świadectwa.
- Ludzie są grzeszni od urodzenia. Przez grzech pierwszych rodziców na świecie pojawiła się śmierć. Grzeszyć można myślą, mową, uczynkiem lub zaniedbaniem.
- Zbawienie jest przebaczeniem grzechów i otrzymaniem życia wiecznego. Dokonuje się ono wyłącznie z łaski Bożej dzięki śmierci i zmartwychwstaniu Jezusa Chrystusa. Przyjmowane jest osobiście przez wiarę.
- Wiara zbawiająca obejmuje skruchę, która przejawia się w posłuszeństwie i dobrych uczynkach, jako konsekwencji działania Ducha Świętego. Odrodzony chrześcijanin jest posłuszny wobec zasad ewangelii, słów Chrystusa oraz niezmiennego prawa Bożego wyrażonego w dziesięciu przykazaniach. Wszystkie przykazania są obowiązujące jako standard moralności, włącznie z czwartym, które mówi o przestrzeganiu dnia sobotniego.
- Wszyscy ludzie, którzy uwierzyli Chrystusowi i są Mu posłuszni, są członkami duchowego ciała – Kościoła Bożego. Misją Kościoła jest głoszenie ewangelii, pozyskiwanie innych dla Jezusa, nauczanie ich Jego Słowa oraz wspólny wzrost duchowy wierzących.
- Chrystus ustanowił dwa obrzędy (ustanowienia) dla Kościoła: chrzest w wieku świadomym na wyznanie wiary dokonywany przez zanurzenie oraz Wieczerzę Pańską, której towarzyszy wzajemne umywanie nóg.
- Jezus Chrystus przyjdzie ponownie na tę ziemię z nieba przy końcu obecnej epoki. Zmarli zostaną wzbudzeni ze snu śmierci i wszyscy ludzie będą sądzeni na podstawie ich uczynków. Sprawiedliwi zostaną przemienieni i otrzymają nieśmiertelność, by zamieszkać „nowe niebo i nową ziemię”, podczas gdy bezbożni zostaną ostatecznie zniszczeni w jeziorze ognia.

Kościół Boży Dnia Siódmego, wywodząc się z tradycji ruchu adwentowego przyjmuje kondycjonalizm i anihilacjonizm, odrzucając tym samym naukę o nieśmiertelności duszy ludzkiej oraz wiecznych mękach piekielnych. Wieczerza Pańska obchodzona jest 14. dnia miesiąca nisan. Małżeństwo uznawane jest za dozgonny związek jednego mężczyzny i jednej kobiety, który może być unieważniony wyłącznie w konsekwencji dopuszczenia się niemoralności seksualnej przez jednego z małżonków. Jedną z wyjątkowych dla Kościoła Bożego Dnia Siódmego nauk jest pogląd, zgodnie z którym Jezus Chrystus został ukrzyżowany w środę, a zmartwychwstał w sobotę (pełne „trzy dni i trzy noce w łonie ziemi”).
Nauka Kościoła dotycząca świętości życia chrześcijańskiego obejmuje: pogłębianie związku z Bogiem poprzez lekturę i studium Biblii, modlitwę, post, uwielbienie oraz posłuszeństwo wobec Bożego prawa; angażowanie się w działalność społeczną (na rzecz fizycznego i duchowego dobra ludzkości); głoszenie ewangelii; sprzeciwianie się nieczystym myślom oraz niechrześcijańskim przymiotom; zachowanie czystości seksualnej (odrzucenie pornografii, poszanowanie małżeństwa), sprzeciw wobec kontaktów homoseksualnych; życie zgodne z normami i prawami biblijnymi, w tym: wspieranie rozwoju misyjnego poprzez dziesięcinę i inne ofiary, powstrzymywanie się od spożywania pokarmów, które Biblia określa jako „nieczyste” (m.in. mięso wieprzowe, krew oraz smalec), poszanowanie wobec ciała, jako „świątyni Ducha Świętego” (odrzucenie używek, abstynencja od tytoniu, alkoholu i narkotyków), odrzucenie praktyk uważanych za niebiblijne (np. świętowanie niedzieli, obchodzenie Bożego Narodzenia, Wielkanocy, wielkiego postu, czy Święta Zmarłych). Kościół Boży Dnia Siódmego jest Kościołem pacyfistycznym – członkowie nie odbywają służby wojskowej i nie uczestniczą w działaniach wojennych.
Duży nacisk położony jest na nauki eschatologiczne. Wywodząc się z amerykańskiego przebudzenia adwentowego, Kościół Boży Dnia Siódmego dużą wagę przywiązuje do badania proroctw biblijnych, zgodnie z którymi czas powrotu Jezusa Chrystusa na ziemię jest bardzo bliski. Znaki czasu świadczące o tym fakcie obejmują takie dziedziny, jak religia, polityka, socjologia oraz wydarzenia na świecie (np. odrodzenie się w 1948 roku państwa Izrael, będące wypełnieniem się biblijnych proroctw dotyczących czasów ostatecznych). Kościół Boży Dnia Siódmego zaliczany jest do wyznań premillenarystycznych. Obecne Królestwo Boże, zwane też Królestwem łaski obejmuje wszystkich wierzących i posłusznych Jezusowi Chrystusowi. Jego członkiem staje się człowiek, który odwraca się od swoich grzechów i przyjmuje wiarą Jezusa Chrystusa. Kościół wierzy, że powtórne przyjście Chrystusa zapoczątkuje drugą (powszechną) fazę Królestwa Bożego, która trwać będzie tysiąc lat. W tym czasie ludzie sprawiedliwi wraz z Jezusem Chrystusem będą przebywać na ziemi. Po tysiącleciu nastąpi zmartwychwstanie niesprawiedliwych, którzy zostaną osądzeni (tzw. „sąd przed wielkim białym tronem”) i ostatecznie unicestwieni. Wieczne Królestwo Boże (trzecia faza) nastąpi, gdy wszyscy wrogowie Boga oddadzą mu pokłon, a Królestwo zostanie przekazane Bogu Ojcu. Wówczas, jako ostatnia, zniszczona zostanie śmierć, a „nowe niebiosa i nowa ziemia” staną się wiecznym mieszkaniem dla zbawionych.

## Różnice z innymi Kościołami
Różnice między Kościołem Bożym Dnia Siódmego a Kościołem Adwentystów Dnia Siódmego nie ograniczają się wyłącznie do odrzucenia przez ten pierwszy, a przyjęcia przez drugi świadectw Ellen G. White jako „autorytatywnego źródła prawdy”. Kościół Boży Dnia Siódmego, uznając Chrystusowe pojednanie na krzyżu jako całkowite i zakończone, odrzuca charakterystyczną dla Kościoła Adwentystów Dnia Siódmego doktrynę sądu śledczego, zgodnie z którą pojednanie ludzi z Bogiem jest nadal kontynuowane, a od 1844 roku ma miejsce oczyszczanie świątyni w niebie. Zdaniem Kościoła Adwentystów Dnia Siódmego, podczas tysiącletniego Królestwa ziemia będzie opustoszała, podczas gdy Kościół Boży Dnia Siódmego naucza, iż będzie miejscem przebywania Jezusa Chrystusa i Jego świętych. Kościół Boży Dnia Siódmego, podobnie jak Kościół Adwentystów Dnia Siódmego, nie obchodzi Bożego Narodzenia, ani Wielkanocy, gdyż uznaje te święta jako mające rodowód pogański.
W latach 30. XX wieku, pastor Kościoła Bożego Dnia Siódmego, Herbert W. Armstrong, opuścił Kościół, by założyć własną wspólnotę religijną, początkowo znaną jako Radiowy Kościół Boży. Wspólnota ta ostatecznie przyjęła nazwę Ogólnoświatowy Kościół Boży (ang. Worldwide Church of God) i pozostając przy części nauk głoszonych przez Kościół Boży Dnia Siódmego, przyjęła doktryny swego założyciela. Nowatorskie poglądy Armstronga obejmowały m.in. odrzucenie jedności natury Bożej, przyjęcie angloizraelizmu (nauki, zgodnie z którą Anglosasi są potomkami plemion izraelskich), konieczność obchodzenia przez chrześcijan świąt żydowskich (np. Święta Szałasów) etc. Wszystkie te poglądy są obce nauce głoszonej przez Kościół Boży Dnia Siódmego.

## Działalność
Oprócz prowadzenia typowej duszpasterskiej opieki zborowej, Kościół Boży Dnia Siódmego posiada własne szkoły (m.in. Spring Vale Academy, kształcąca liderów chrześcijańskich) oraz wydawnictwa, w tym największe – Bible Advocate Press, które publikuje czasopisma, lekcje biblijne dla dorosłych i młodzieży, traktaty i ulotki ewangelizacyjne, literaturę duchową oraz śpiewnik kościelny. Oddział misji zagranicznych wspiera powstawanie Kościołów Bożych poza Ameryką Północną, pomagając w wydawaniu literatury, opłacaniu pastorów, dystrybucji Biblii, budowie domów modlitwy oraz szpitali.

## Stan obecny na świecie i w Polsce
Ogólnoświatowa liczba wiernych Kościoła Bożego Dnia Siódmego wynosi ponad 300 tysięcy. Kościół działa w 39 krajach świata, na wszystkich zamieszkanych kontynentach. Siedziba Kościoła Bożego Dnia Siódmego znajduje się w Denver, w stanie Kolorado w USA. Kościół jest członkiem Stowarzyszenia na rzecz Biblijnego Szabatu, organizacji zrzeszającej chrześcijan święcących sobotę.
Polskim związkiem wyznaniowym stowarzyszonym z Kościołem Bożym Dnia Siódmego są Zbory Boże Chrześcijan Dnia Siódmego, wpisane do Rejestru Kościołów i związków wyznaniowych MSWiA w dziale A pod nr 56.